# بني توسر
بني توسر هي بلدية في منطقة بلنسية في إسبانيا. كان عدد سكان البلدية 13425 نسمة حسب تعداد عام 2001 ومساحة الأرض 0.78 فقط كيلومتر مربع (0.301 ميل مربع). كانت كثافة سكانها البالغة 17211.5 فردًا / كم 2 هي ثالث أعلى الكثافات السكانية في إسبانيا (بعد منزل عطاء ولوسبيتاليت دي يوبريغات).